# Liste der Baudenkmale in Turnow-Preilack
In der Liste der Baudenkmale in Turnow-Preilack sind alle Baudenkmale der brandenburgischen Gemeinde Turnow-Preilack und ihrer Ortsteile aufgelistet. Grundlage ist die Veröffentlichung der Landesdenkmalliste mit dem Stand vom 31. Dezember 2021. Die Bodendenkmale sind in der Liste der Bodendenkmale in Turnow-Preilack aufgeführt.

## Baudenkmale in den Ortsteilen
In den Spalten befinden sich folgende Informationen:
- ID-Nr.: Die Nummer wird vom Brandenburgischen Landesamt für Denkmalpflege vergeben. Ein Link hinter der Nummer führt zum Eintrag über das Denkmal in der Denkmaldatenbank. In dieser Spalte kann sich zusätzlich das Wort Wikidata befinden, der entsprechende Link führt zu Angaben zu diesem Denkmal bei Wikidata.
- Lage: die Adresse des Denkmales und die geographischen Koordinaten. Link zu einem Kartenansichtstool, um Koordinaten zu setzen. In der Kartenansicht sind Denkmale ohne Koordinaten mit einem roten beziehungsweise orangen Marker dargestellt und können in der Karte gesetzt werden. Denkmale ohne Bild sind mit einem blauen bzw. roten Marker gekennzeichnet, Denkmale mit Bild mit einem grünen beziehungsweise orangen Marker.
- Bezeichnung: Bezeichnung in den offiziellen Listen des Brandenburgischen Landesamtes für Denkmalpflege. Ein Link hinter der Bezeichnung führt zum Wikipedia-Artikel über das Denkmal.
- Beschreibung: die Beschreibung des Denkmales
- Bild: ein Bild des Denkmales und gegebenenfalls einen Link zu weiteren Fotos des Baudenkmals im Medienarchiv Wikimedia Commons

### Preilack
| ID-Nr.   | Lage               | Bezeichnung         | Beschreibung | Bild                |
| -------- | ------------------ | ------------------- | --- | ------------------- |
| 09125882 | Schulstraße (Lage) | Transformatorenhaus | Die Transformatorenstation wurde im Jahre 1921 erbaut. Sie befindet sich an der westlichen Seite der Schulstraße. Es ist ein Turm mit einem Satteldach auf einem quadratischen Grundriss. Das Haus wurde aus Ziegelstein gemauert, die Ecken sind Lisenen betont. Von den Isolatoren ist heute nichts mehr vorhanden. Die Tür an der Nordseite ist nicht die Originaltür. In solchen Transformationshäuser wurde die Energie von einer Mittelspannung (10 bis 36 KV) auf die im Ortsnetz übliche Spannung von 380 V/220 V transformiert. | Transformatorenhaus |

### Turnow
| ID-Nr.            | Lage                      | Bezeichnung | Beschreibung | Bild           |
| ----------------- | ------------------------- | --- | --- | -------------- |
| 09125284 Wikidata | Ausbau Windmühle 5 (Lage) | Ehemalige Holländerwindmühle mit Mühlenturm und technischer Ausstattung sowie Speicher, Maschinenhaus und Trafostation | Die Hölländer-Mühle wurde im Jahre 1858 auf dem Galgenberg errichtet. Im Jahre 1870 wurde die Mühle um ein Sägewerk erweitert. 1932 wurde die Mühle an das elektrische Netz angeschlossen, gleichzeitig wurde die Trafostation neben der Mühle errichtet. Um 1936 wurden die Flügel entfernt und die drehbare Kappe entfernt. Dafür wurde ein Geschossboden mit einem flachen Dach errichtet. Im Jahre 1939 wurde der Getreidespeicher südlich an die Mühle angebaut. | weitere Bilder |